# Perdido Street Station
Perdido Street Station ist ein Science-Fiction-Roman des britischen Autors China Miéville. Perdido Street Station ist die erste von drei eigenständigen Arbeiten, die in der fiktionalen Welt namens Bas-Lag spielen. In Bas-Lag vermischen sich Magie (im Roman Thaumaturgie genannt) mit meist viktorianischen Technologien, wie sie auch gerne im sogenannten Steampunk verwendet werden. Perdido Street Station spielt in New Crobuzon, dem größten Stadtstaat von Bas-Lag. Der Titel spielt auf die zentrale Straßenbahnstation der Stadt an.
In einem Interview beschrieb Miéville das Buch als „im Grunde eine Zweite-Welt-Phantasie mit Technologien aus der Viktorianischen Ära. Wobei es weniger eine Feudalgesellschaft ist, als eine frühkapitalistische mit einem gerüttelt Maß an schmutzigem Polizeistaat!“
Die englische Originalausgabe ist unter dem Titel Perdido Street Station, 2000 bei Macmillan, London, erschienen, eine deutsche Komplettausgabe, 2014, bei Heyne, in München. Übersetzt wurde der Text von Eva Bauche-Eppers; erstmals auf Deutsch 2002 bei Bastei Lübbe, Bergisch Gladbach, in einer zweibändigen Ausgabe unter den Titeln Die Falter respektive Der Weber erschienen.

## Formale Struktur
Der Roman erstreckt sich über 847 Seiten und gliedert sich in 8 Teile, die wie folgt betitelt sind: 1. Aufträge, 2. Physiognomien des Fliegens, 3. Metamorphosen, 4. Pavor Nocturnus, 5. Beratungen, 6. Das Glashaus, 7. Krisis, 8. Gericht. Jeder neue Teil wird durch einen kursiv gesetzten, in Ich-Form gehaltenen Monolog des flügellosen Garuda Yagharek eingeleitet. Ansonsten beherrscht ein auktorialer Erzähler den Roman.
Zusätzlich ist das ganze Buch in 52 durchnummerierte Kapitel unterteilt. Es gibt keine Inhaltsangabe, dafür am Anfang des Romans eine Karte von New Crobuzon.

## Handlung
Isaac Dan dar Grimnebulin lebt als exzentrischer Wissenschaftler im Stadtstaat New Crobuzon. Seine Arbeiten sind meist im Graubereich zwischen seriöser Wissenschaft und Unterwelt angesiedelt. Eines Tages beauftragt ihn Yagharek, ein Garuda, mit der Wiederherstellung seiner Flugfähigkeit. Als Strafe für sein Verbrechen waren ihm die Flügel amputiert worden. Die schiere Unmöglichkeit dieses Auftrags, aber auch ein prall mit Goldnuggets gefüllter Beutel motivieren Issac und er beginnt den Flug an sich zu studieren. Durch seinen drogensüchtigen Kontaktmann zur Unterwelt lässt Isaac eine Vielzahl potentiell flugfähiger Geschöpfe zu seinem Labor schaffen, darunter auch eine schillernde, unidentifizierte Raupe. Erst nachdem Issac festgestellt hat, dass diese Raupe eine halluzinogene Droge namens Dreamshit zu ihrer Weiterentwicklung benötigt und sie damit füttert, entwickelt sie sich weiter. Unwissentlich fördert Isaac damit ihre Metamorphose zu einer gigantischen, unvorstellbar gefährlichen Motte, einem sogenannten Gierfalter. Diese transdimensionalen Wesen ernähren sich von den Träumen und dem Unbewussten ihrer Opfer, saugen sie aus, und lassen sie als lebende, aber katatonische, bewusstlose Hüllen zurück.
Isaac führt eine komplizierte Interspezies-Beziehung mit Lin, einer Khepri-Künstlerin. Während er in seine Arbeit vertieft ist, erhält sie einen faszinierenden Auftrag: Sie soll eine Skulptur von Vielgestalt schaffen, einem stadtbekannten, skrupellosen Gangsterboss. Weder Lin noch Isaac wissen, dass Vielgestalt die einzige Quelle für Dreamshit besitzt. Er hält vier illegal erworbenen Gierfalter in Gefangenschaft und verkauft ihre Milch. Der von Isaac großgezogene Falter entkommt seinem einfachen Gefängnis und befreit anschließend seine vier Artgenossen. Vielgestalt, der daraufhin irrtümlich Isaac als Konkurrenten um den Dreamshit-Handel ansieht, nimmt Lin gefangen und foltert sie, um Isaac in die Fänge zu bekommen.
Die Gierfalter finden in New Crobuzon ein reichhaltiges Nahrungsangebot in Form von empfindungsfähigen Mitgliedern aller Spezies vor. Ihre Anwesenheit führt zu einem immer belastender werdenden psychischen Klima in der sommerlichen Stadt. Während sich die Einwohner keinen Reim auf die steigende Zahl der Opfer machen können, löst die Entwicklung beim Bürgermeister und seinen engsten Untergebenen pures Entsetzen aus. Es wird deutlich, dass die Gierfalter von der Stadtführung als biologisches Experiment gehalten wurden. Da dies nicht zu verwertbaren Ergebnissen führte, wurden die Falter unter der Hand an Vielgestalt verkauft, um sie zu Geld zu machen. Dem Bürgermeister ist sowohl bewusst, dass er keine Möglichkeit hat, die Gierfalter zu töten, als auch dass deren Paarungszeit kurz bevorsteht. Ein Versuch, die Handlinger gegen sie einzusetzen, schlägt ebenso fehl wie eine Bündnisanfrage an den Botschafter der Hölle. Allein der Weber, eine Art multi-dimensionaler Spinne, lässt sich für den Kampf gegen die Gierfalter gewinnen.
Erst durch die Zusammenarbeit von Isaac mit weiteren Charakteren sowie dem Einsatz einer neu entdeckten Technologie – der sogenannten Krisis-Maschine – gelingt es ihrem Treiben Einhalt zu gebieten.

## Spezies
- Khepri, insektoides Schwarmvolk, verständigen sich mittels Pheromonen und Zeichensprache, schaffen mittels ihrer Drüsen kollektive Kunstwerke aus Khepri-Spei, leben überwiegend im Stadtteil Kinken.

- Garuda, geflügeltes Jägervolk das in den Wüsten von Cymek lebt, sehr gruppenorientiert, kennen kein Eigentum, Freiheit ist das höchste Gut, ihre Einschränkung gilt als schweres Verbrechen.

- Kaktusleute, vegetable, kaktusähnliche Zweibeiner, nach dem Kaktusgesetz in Stämmen organisiert, leben sie überwiegend im sogenannten Glashaus, – einer gigantischen Glaskuppel im Stadtteil Riverskin oder in den Slums darum herum. Sie werden überwiegend bei schweren Arbeiten oder als Soldaten beschäftigt.

- Vodyanoi, aquatisches, frosch- und menschenähnliches Meeresvolk, verfügt über eine spezielle Wasser-Thaumaturgie, um Flüssigkeiten zeitweise zu verfestigen und zu formen, arbeiten überwiegend im Hafen und bei den Schleusen.

- Wyrmen, ca. 40 Kilogramm schwere, menschenähnliche, fassleibige aber flugfähige Luftwesen. Ihre Intelligenz liegt etwas oberhalb der von Affen, was sie befähigt gegen Entgelt kleinere Besorgungen zu tätigen, ernähren sich überwiegend von den Abfällen der Stadtbewohner, leben und sterben auf den Dächern New Crobuzons.

- Konstrukte, Roboter, die mittels Lochstreifen-Programmierung einfache Arbeiten ausführen können, sind in zahllosen Haushalten und Werkstätten von New Crobuzon tätig, viele von ihnen sind durch von der KI Konstrukt Konzil gezielt verbreitete Computerprogramme zu intelligenten, denkfähigen Maschinen geworden.

- Handlinger, parasitäre, tumorartige Wesen, die entfernt die Form und etwa die Größe einer menschlichen Hand haben. Sie übernehmen, via Infektion, Geist und Körper ihrer jeweiligen Wirtswesen, leben unerkannt deren Leben weiter und verfügen über unheimliche Kräfte. Es gibt linkshändige und rechtshändige Kreaturen, die zwei Spezialisierungen ausbilden – Sinistrale haben besonderen geistigen Fähigkeiten, was sie zu den Aristokraten dieser Spezies macht, Dextrier bilden eine Soldatenkaste.

## Handlungstragende Charaktere
- Isaac Dan dar Grimnebulin, ein menschlicher Universalgelehrter, der von der Vereinheitlichten Feldtheorie besessen ist, die er durch praktische Anwendung sogenannter Krisis-Energie zu beweisen sucht, Liebhaber der Khepri-Künstlerin Lin und guter Freund der Journalistin Derkhan Blueday.
- Yagharek, ein exilierter, wegen eines Verbrechens seiner Flügel beraubter Garuda, aus der Cymek Wüste, tief im Süden von Bas-Lag. Er will, dass Isaac seine Flugfähigkeit wieder herstellt und ist bereit dafür jedes Mittel und jeden Preis zu akzeptieren.
- Lin, eine Khepri-Künstlerin und Geliebte von Isaac dar Grimnebulin, wird vom Gangsterboss Vielgestalt angeheuert eine Skulptur seines tatsächlichen vielgestaltigen Körpers zu schaffen.
- Derkhan Blueday, eine seriöse Journalistin und Kunstkritikerin, die aber unter der Hand für die verbotene Untergrundzeitung Lauffeuer arbeitet.
- Lemuel Girrvogel, Isaacs Kontaktmann zum kriminellen Untergrund von New Crobuzon.
- Vielgestalt, der am meisten gefürchtete Gangsterboss von New Crobuzon, neben unzähligen anderen kriminellen Aktivitäten betreibt er, mit extrem gefährlichen Gierfaltern, eine einträgliche Dreamshit Produktion. Vielgestalt hat seine Gestalt mittels multipler Remaking-Operationen in ein amorphes Potpourri verschiedenster Körperteile verwandelt.
- Bentham Rudgutter, der korrupte Bürgermeister von New Crobuzon der sowohl mit dem organisierten Verbrechen, wie mit den Dämonen aus der Nachbardimension, gemeinsame Sache macht, – zu seinem persönlichen Nutzen und zum Schaden des städtischen Gemeinwesens.
- MontJohn Rescue, ein Vertreter der gefürchteten Handlinger (siehe: exotische Spezies) der im Stadtrat für den Bürgermeister tätig ist.
- Lublamai Dadscatt, ein unabhängiger Wissenschaftler, der sich mit Isaac Dan die Laboreinrichtungen teilt. Er wird das erste Opfer des fünften Gierfalters, den Isaac unwissentlich großzieht.
- David Serachin, ein weiterer unabhängiger Wissenschaftler, der sich mit Isaac Dan das Labor teilt. Arbeitet als unfreiwilliger Spitzel für den Staatsschutz von New Crobuzon.
- Teafortwo, nicht ganz so einfältiger Vertreter der geflügelten Gattung der Wyrmen, macht Besorgungen für Isaacs Laborgemeinschaft.
- Konstrukt Konzil, eine riesenhafte Künstliche Intelligenz, die sich spontan aus dem städtischen Elektro-Schrott gebildet hat, kontrolliert eine Vielzahl Konstrukte
- Der Weber, ein multidimensionales Wesen, das in Gestalt einer gewaltigen Spinne in Erscheinung tritt, webt am globalen Energienetz, das alle Welten und Dimensionen überspannt, hat eine bizarre Vorstellung von Harmonie und Ästhetik, spricht in einem endlosen Schwall schwer verständlicher, abstrakter Poesie.

## Bezüge zum späteren Werk
Der Schauplatz erinnere, so Josefson in Der Standard, an Neu-Paris aus Miévilles Roman Die letzten Tage von Neu-Paris (2016). Beides seien Orte „mit urbanem Irrsinn, politischem Widerstandsgeist, seltsamen Mischwesen und Manifestationen des Ideellen“.

## Ausgaben
- Perdido Street Station Macmillan, London 2000, ISBN 0-333-78172-4.
- Perdido Street Station, Übersetzt von Eva Bauche-Eppers, Wilhelm Heyne, München 2014, ISBN 978-3-453-31539-6.